# Willy den Oudenbrug
De Willy den Oudenbrug is een vaste brug in Amsterdam-Oost.
Ze is gelegen aan de rand van de Sportheldenbuurt op het Zeeburgereiland. Ze vormt de verbinding tussen de Kea Boumanstraat en de Zuider IJdijk, vlak nabij de kruising met de Leo Hornstraat. Ten noordwesten van de brug is de Schellingwouderbrug zichtbaar; ten oosten van de brug ligt de Zeeburgertunnel.
De brug werd aangelegd in een pakket van vijf, die alle hetzelfde ontwerp hebben. Deze brug wordt gevormd door twee betonnen jukken waarop stalen liggers en daarop een kunststof brugdek zijn aangebracht. De balustrades worden gevormd door staal in vakwerkmotief. De bruggen hebben bij oplevering een donkerbruine kleur. De gedachte aan de vorm van de brug stamt uit 2012. Toen wilde het Ingenieursbureau Amsterdam hier Baileybruggen neerleggen. Het bleek echter dat die niet direct leverbaar waren. Het bureau ontwierp toen zelf de vijf bruggen met de Baileybrug in het achterhoofd. Bij de constructie van het brugdek werd toen in plaats van hout voor kunststofcomposiet gekozen.  
De Willy den Oudenbrug is alleen voor voetgangers bestemd en is vernoemd naar de Nederlandse zwemster Willy den Ouden.
2100 · 2102 · 2103 · 2105 · 2106 · 2107 · 2108 · 2109 · 2110 · 2111 · 2112 · 2113 · 2114 · 2115 · 2120 · 2121 · 2125 · 2127 · 2128 · 2129 · 2130 · 2131 · 2132 · 2133 · 2134 · 2135 · 2136 · 2137 · 2138 · 2139 · 2140 · 2141 · 2142 · 2143 · 2144 · 2145 · 2146 · 2147 · 2148 · 2149 · 2150 · 2151 · 2152 · 2153 · 2154 · 2155 · 2156 · 2157 · 2158 · 2159 · 2160 · 2161 · 2162 · 2163 · 2164 · 2165 · 2166 · 2167 · 2168 · 2169 · 2170 · 2171 · 2172 · 2173 · 2174 · 2175 · 2176 · 2178 · 2179 · 2180 · 2181 · 2182 · 2183 · 2184 · 2185 · 2186 · 2188 · 2189 · 2190 · 2191 · 2192 · 2193 · 2194 · 2195 · 2196 · 2197 · 2198 · 2199
Overige brugnummers zijn niet (meer) vergeven, behalve brug 2177, een verdwenen brug in Park Frankendael.